# Portal de Bellveí
Portal de Bellveí és un portal de Bellveí, al municipi de Torrefeta i Florejacs (Segarra), inclòs a l'Inventari del Patrimoni Arquitectònic de Catalunya.

## Descripció
Aquest portal donava accés al recinte clos de Bellveí, tot i que avui el poble ha crescut i ha traspassat el perímetre de les muralles medievals. El portal està format per un arc de mig punt dovellat que dona a extramurs i un d'arc escarser que mira al C/ Marquesa. Els arcs es troben entre dues construccions modernes que han agafat part de l'espai del carrer original, per això el portal ha quedat mínimament absorbit per les façanes. Damunt les obertures apareixen unes filades de carreus irregulars que corresponen a l'antiga muralla.